# Jaime Ray Newman
Jaime Ray Newman (Farmington Hills, 2 de abril de 1978) é uma atriz e cantora estadunidense. 
Tornou-se conhecida por interpretar a personagem Mindy O'Dell da série de televisão Veronica Mars; também interpretou Kat Gardener em Eastwick.
Jaime também fez Claire Conrad Taylor esposa do ex marine Mac Taylor que morreu no 11 de setembro na série csi:ny.
Jaime também fez parte da teleserie Grimm como angelina 